# Diocesi di Timișoara

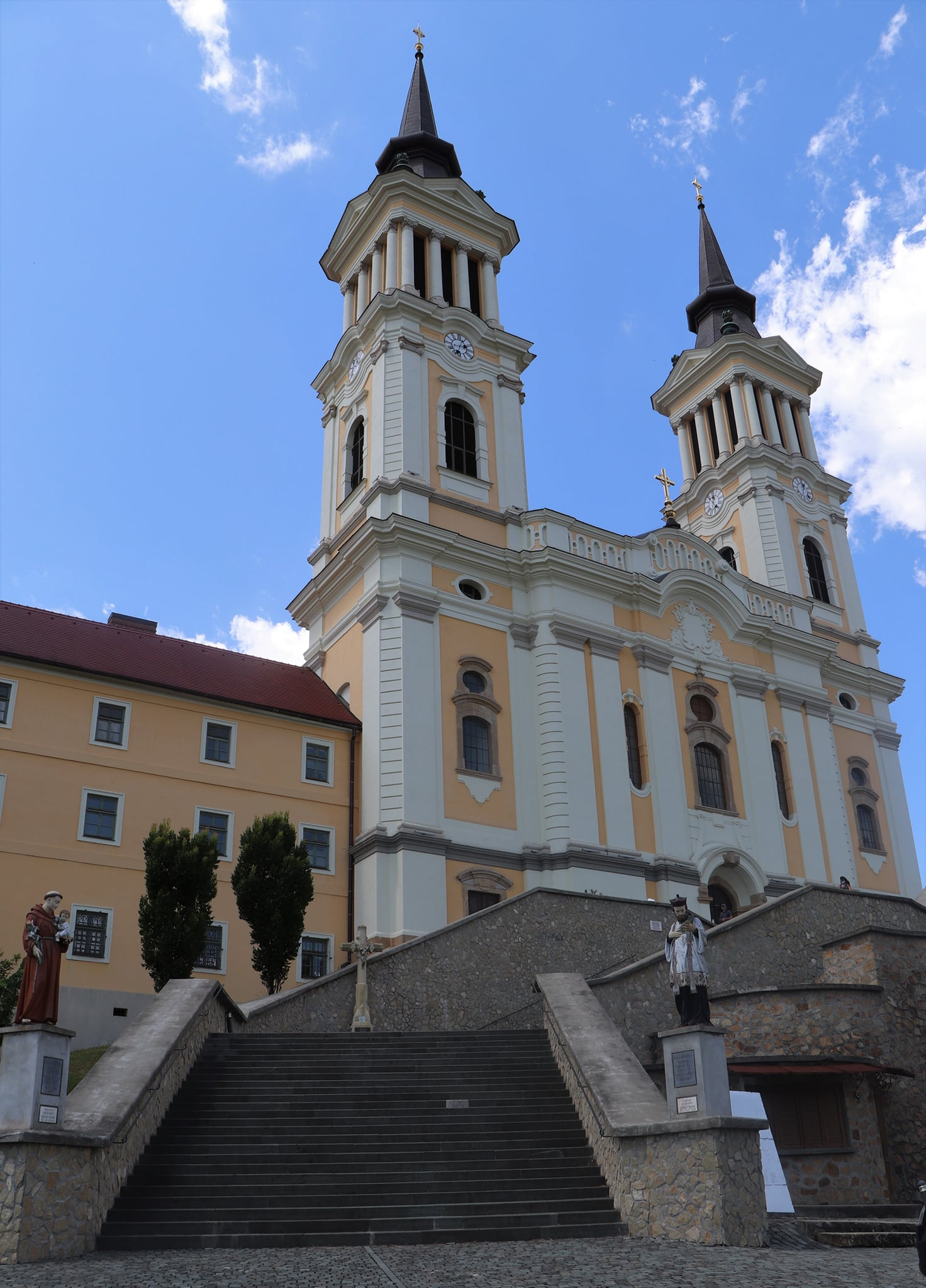
La basilica minore di Santa Maria di Radna.

La diocesi di Timișoara (in latino: Dioecesis Timisoarensis) è una sede della Chiesa cattolica in Romania suffraganea dell'arcidiocesi di Bucarest. Nel 2022 contava 105.953 battezzati su 1.327.343 abitanti. È retta dal vescovo József-Csaba Pál.

## Territorio
La diocesi si trova nella parte occidentale della Romania, ai confini con la Serbia e l'Ungheria.
Sede vescovile è la città di Timișoara, dove si trova la cattedrale di San Giorgio. A Radna, comune di Lipova, sorge la basilica minore dedicata a Santa Maria di Radna.
Il territorio è suddiviso in 74 parrocchie, raggruppate in 4 arcidiaconati e 8 decanati.

## Storia
La diocesi di Timișoara ha origini dall'antica diocesi di Csanád (oggi diocesi di Seghedino-Csanád in Ungheria), che fino al termine della prima guerra mondiale copriva un vasto territorio in Ungheria, Jugoslavia e Romania. Dal 1738 sede vescovile è stata Timișoara, dove si trovava la cattedrale diocesana.
Dopo il trattato del Trianon del 1920 e la frantumazione dell'impero austro-ungarico, il 17 febbraio 1923 la Santa Sede istituì nella parte della diocesi di Csanád che si estendeva in Romania l'amministrazione apostolica di Timișoara.
Il 5 giugno 1930 l'amministrazione apostolica fu elevata a diocesi con la bolla Solemni Conventione di papa Pio XI.

## Cronotassi dei vescovi
Si omettono i periodi di sede vacante non superiori ai 2 anni o non storicamente accertati.
- Augustin Pacha † (17 febbraio 1923 - 10 ottobre 1930) (amministratore apostolico)

- Augustin Pacha † (10 ottobre 1930 - 4 novembre 1954 deceduto)
  - Sede vacante (1954-1990)
- Sebastian Kräuter † (14 marzo 1990 - 24 giugno 1999 ritirato)
- Martin Roos (24 giugno 1999 - 16 maggio 2018 ritirato)
- József-Csaba Pál, dal 16 maggio 2018

## Statistiche
La diocesi nel 2022 su una popolazione di 1.327.343 persone contava 105.953 battezzati, corrispondenti all'8,0% del totale.
| anno | popolazione | popolazione | popolazione | presbiteri | presbiteri | presbiteri | presbiteri                | diaconi | religiosi | religiosi | parrocchie |
| anno | battezzati  | totale      | %           | numero     | secolari   | regolari   | battezzati per presbitero | diaconi | uomini    | donne     | parrocchie |
| ---- | ----------- | ----------- | ----------- | ---------- | ---------- | ---------- | ------------------------- | ------- | --------- | --------- | ---------- |
| 1950 | 380.000     | 1.300.000   | 29,2        | 267        | 220        | 47         | 1.423                     |         | 66        | 540       | 164        |
| 1970 | 320.000     | ?           | ?           | 152        | 131        | 21         | 2.105                     |         | 21        |           | 160        |
| 1988 | 276.000     | 1.450.000   | 19,0        | 121        | 108        | 13         | 2.280                     |         | 15        |           | 151        |
| 1999 | 112.630     | 1.570.000   | 7,2         | 99         | 88         | 11         | 1.137                     |         | 15        | 90        | 71         |
| 2000 | 107.354     | 1.523.124   | 7,0         | 94         | 87         | 7          | 1.142                     |         | 11        | 82        | 70         |
| 2001 | 182.649     | 1.528.631   | 11,9        | 94         | 85         | 9          | 1.943                     |         | 16        | 77        | 72         |
| 2002 | 182.649     | 1.528.631   | 11,9        | 90         | 82         | 8          | 2.029                     |         | 11        | 88        | 73         |
| 2003 | 170.850     | 1.528.600   | 11,2        | 94         | 84         | 10         | 1.817                     |         | 14        | 76        | 72         |
| 2004 | 168.000     | 1.520.000   | 11,1        | 91         | 84         | 7          | 1.846                     |         | 9         | 69        | 73         |
| 2010 | 143.748     | 1.491.184   | 9,6         | 87         | 82         | 5          | 1.652                     |         | 7         | 60        | 73         |
| 2014 | 108.379     | 1.345.576   | 8,1         | 90         | 84         | 6          | 1.204                     |         | 7         | 41        | 73         |
| 2017 | 107.264     | 1.337.500   | 8,0         | 89         | 83         | 6          | 1.205                     |         | 7         | 25        | 73         |
| 2020 | 107.220     | 1.343.340   | 8,0         | 93         | 89         | 4          | 1.152                     |         | 6         | 27        | 74         |
| 2022 | 105.953     | 1.327.343   | 8,0         | 99         | 95         | 4          | 1.070                     |         | 6         | 28        | 73         |